# Keep River
Keep River är ett vattendrag i Australien.   Det ligger i delstaten Northern Territory, i den nordvästra delen av landet, 3 000 km nordväst om huvudstaden Canberra.
Trakten runt Keep River består i huvudsak av gräsmarker. Trakten runt Keep River är nära nog obefolkad, med mindre än två invånare per kvadratkilometer.